# Harry Jerome
Henry Winston „Harry” Jerome (ur. 30 września 1940 w Prince Albert w prowincji Saskatchewan, zm. 7 grudnia 1982 w Vancouver) – kanadyjski lekkoatleta sprinter, medalista olimpijski z Tokio.
Urodził się w Prince Albert, ale w wieku 12 lat przeniósł się do Vancouver. Studiował na University of Oregon.
15 lipca 1960 w Saskatoon wyrównał rekord świata w biegu na 100 metrów, ustanowiony niespełna miesiąc wcześniej przez Niemca Armina Hary’ego. Stał się w ten sposób drugim człowiekiem, który przebiegł ten dystans w 10,0 s. Na igrzyskach olimpijskich w 1960 w Rzymie nie ukończył biegu półfinałowego na 100 metrów, a w sztafecie 4 × 100 metrów odpadł wraz z kolegami w półfinale.
W 1961 wyrównał rekord świata w biegu na 100 jardów wynikiem 9,3 s., a w 1962 przebiegł ten dystans w czasie 9.2 s. co było znowu wyrównaniem rekordu świata. Startował na igrzyskach Imperium Brytyjskiego i Wspólnoty Brytyjskiej w 1962 w Perth, gdzie zajął 6. miejsce w biegu na 100 jardów. Doznał na tych igrzyskach kontuzji, która mogła zakończyć jego karierę.
Największy międzynarodowy sukces odniósł podczas igrzysk olimpijskich w 1964 w Tokio zdobywając brązowy medal w biegu na 100 metrów, a także zajmując 4. miejsce w biegu na 200 metrów. Na zawodach letniej uniwersjady w 1965 w Budapeszcie był trzeci na 100 metrów. Zwyciężył w biegu na 100 jardów,  a także zajął 7. miejsce w biegu na 220 jardów i 5. miejsce w sztafecie 4 × 110 jardów na igrzyskach Imperium Brytyjskiego i Wspólnoty Brytyjskiej w 1966 w Kingston. Zdobył złoty medal w biegu na 100 metrów na igrzyskach panamerykańskich w 1967 w Winnipeg. Na igrzyskach olimpijskich w 1968 w Meksyku zajął 7. miejsce w biegu na 100 metrów, a w biegu na 200 metrów odpadł w ćwierćfinale.
Był rekordzistą Kanady w biegu na 100 metrów (10,0 s w 1960 i 10,17 s w 1968) oraz wielokrotnie w biegu  na 200 metrów (od 20,9 s 1959 do 20,4 s w 1966 i 20,70 s w 1964).
Jerome był mistrzem Kanady w biegu na 100 metrów i biegu na 200 metrów 1959, 1960, 1964 i 1968, w biegach na 100 jardów i 220 jardów 1962 i 1966 oraz w biegu na 100 metrów w 1969. Zdobył również mistrzostwo Wielkiej Brytanii (AAA) w biegu na 100 jardów w 1961 oraz akademickie mistrzostwo Stanów Zjednoczonych (NCAA) na 220 jardów w 1962 i na 100 metrów w 1964.
Po zakończeniu kariery sportowej pracował na wyższych stanowiskach w kanadyjskim ministerstwie sportu. Zmarł w 1982 na tętniaka mózgu.
Był wnukiem Johna Howarda, który reprezentował Kanadę w lekkoatletyce na igrzyskach olimpijskich w 1912 w Sztokholmie. Siostra Jerome’a Valerie startowała wraz z nim w biegach sprinterskich na igrzyskach olimpijskich w Rzymie w 1960.